# Табеї Дзюнко
Табеї Дзюнко (яп. 田部井 淳子; 22 вересня 1939, Міхару — 22 жовтня 2016, Каваґое) — перша жінка, яка дісталася вершини Евереста (16 травня 1975 р.) Підкорила також восьмитисячники Аннапурну, Шиша Пангму, нагороджена вищим орденом королівства Непал. Одна з найкращих альпіністок світу.
1992 року першою серед жінок виконала програму «7 вершин», підкоривши найвищі вершини всіх континентів.
На честь альпіністки названо малу планету 6897 Табеї.
31 березня 2004 альпіністка урочисто підписала Глобус льотчиків і дослідників.

## Біографія
П'ята дочка в сім'ї з сімома дітьми. Росла крихкою (і в дорослому віці її ріст становив всього 152 см), слабкою дитиною. Почала займатися альпінізмом у віці 10 років, перше сходження зробила на гору Насу (1,916 м). Заняття альпінізмом сильно обмежувало відсутність грошей в їх сім'ї на таке дороге захоплення, і тому протягом шкільних років Табеї зробила лише кілька підйомів.
З 1958 по 1962 рік вивчала англійську літературу і педагогіку в Жіночому університеті Свей, була членом альпіністського клубу. Після закінчення університету в 1969 році Табеї сформувала жіночий альпіністський клуб (LCC). Девізом клубу було «давайте вирушимо в зарубіжну експедицію самостійно», клуб був першим у своєму роді в Японії. Пізніше Табеї заявила, що вона заснувала клуб через те, що до неї зверхньо ставилися чоловіки-альпіністи того часу; деякі чоловіки, наприклад, відмовилися здійснювати сходження разом з нею, інші думали, що вона зацікавлена лише в тому, щоб у такий спосіб знайти собі чоловіка.
За цей час вона піднялася на гору Фудзі в Японії і Маттерхорн в швейцарських Альпах. У 1972 році Табеї отримала визнання як альпініст в Японії.
У LCC Табеї зібрала команду, яка стала відомою як Експедиція Японських Жінок на Еверест (JWEE), очолювану Ейко Хісао. У JWEE було 15 членів, в основному працюючих жінок, включаючи вчителів, програміста і консультанта у справах неповнолітніх. Двоє, включаючи Табеї, були матерями. Після того, як 19 травня 1970 року Табей і Хіроко Хіракава успішно піднялися на Аннапурну III, LCC вирішив зайнятися експедицією на Еверест.
Табей допомогла знайти спонсорів для експедиції, хоча їй часто говорили, що жінки «повинні виховувати дітей». Вона змогла отримати фінансування в останню хвилину від газети Yomiuri Shimbun і Nippon Television, проте всім в групі доводилося витратити суму, яка майже дорівнювала середній заробітній платі в Японії. Щоб заощадити гроші, вони використовували перероблені автокрісла, щоб зшити водонепроникні сумки і рукавички. Вони також купили гусяче перо з Китаю і зробили собі спальні мішки. Студенти в школі збирали невикористовувані пакети з-під варення для своїх вчителів.
Після тривалого навчання, команда, на початку 1975 року, вирушила в Катманду. Вони планували той же маршрут підйому на Еверест, що і сер Едмунд Хілларі і Тенцинг Норгей в 1953 році. На початку травня група перебувала в таборі на висоті 6300 метрів, коли їх накрила снігова лавина. Жінки і їх провідники виявилися похованими під снігом. Табеї знепритомніла приблизно на шість хвилин, поки її провідник шерпа не відкопав її. Через дванадцять днів після цього, 16 травня 1975 року, разом з провідником шерпою, Анг Церінг, Табеї стала першою жінкою, що досягла вершини Евересту. За це сходження Табей була обсипана увагою: вона отримала послання від короля Непалу і японського уряду, про цю експедицію був зроблений телевізійний мінісеріал, Табеї здійснила поїздку по Японії.

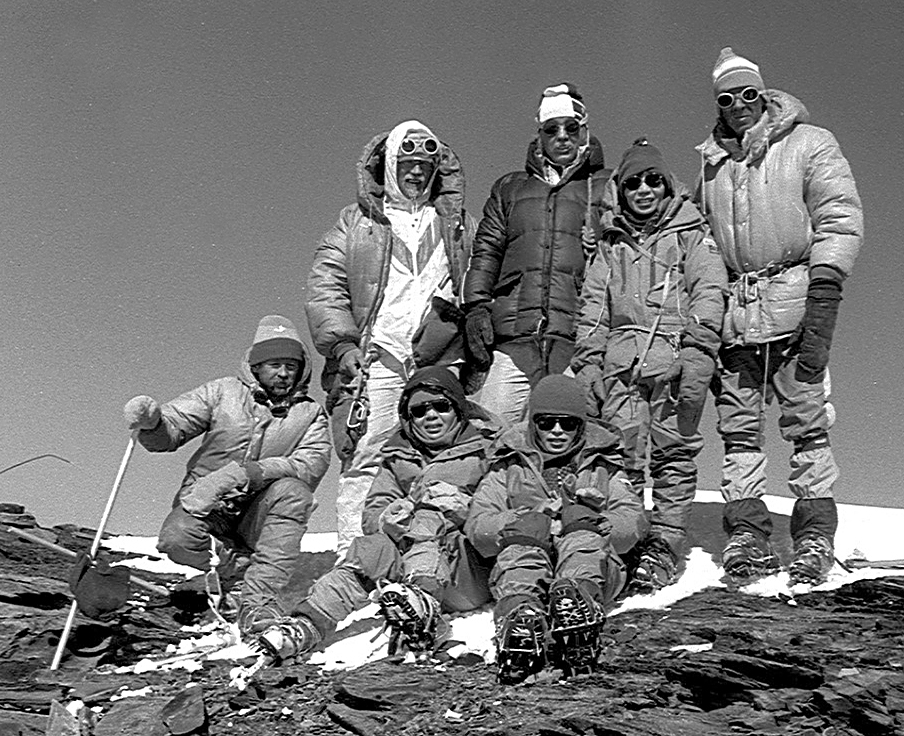
Дзюнко Табеї у 1985 році разом з двома іншими японськими та чотирма етнічними альпіністами. Фотографія Jaan Künnap.

У 1989 році підкорила Ельбрус, в сезоні 1990-91 років Табеї досягла вершини гори Вінсон, найвищої гори Антарктиди. А в 1992 році першою з жінок виконала програму 7 вершин, підкоривши всі сім найвищих вершин різних континентів.
Табеї займалася екологічними проблемами; у 2000 році вона закінчила аспірантуру в Університеті Кюсю, зосередивши увагу на екологічній деградації Евересту, викликаній накопиченням залишеного альпіністами сміття. Табеї також була директором Гімалайського пригодницького трасту Японії, організації, що працює на глобальному рівні для збереження гірських природних умов. Один з проектів полягав у тому, щоб побудувати сміттєспалювальний завод, щоб спалити «альпіністське сміття». Вона також очолювала і брала участь в санітарних сходженнях в Японії і Гімалаях.
Мала сім'ю: чоловік — Масанобу Табеї, працював на фірмі «Хонда мотор компані», дочка Норіко і син Шинья. Викладала гру на фортепіано і народному інструменті кото. Очолювала жіночий альпіністський клуб.
В останні роки життя довго боролася з раком, діагностованим у неї в 2012 році. Продовжувала займатися альпінізмом. Померла в лікарні 20 жовтня 2016 року в віці 77 років.

## Підкорення вершин
| Рік  | Назва вершини             | Додаткова інформація                  |
| ---- | ------------------------- | ------------------------------------- |
| 1970 | Аннапурна ІІІ             |                                       |
| 1975 | Еверест                   | перша жінка у світі                   |
| 1979 | Монблан                   |                                       |
| 1981 | Кіліманджаро і Шишабангма | перша жінка й перша громадянка Японії |
| 1987 | Аконкагуа                 |                                       |
| 1988 | Мак-Кінлі                 |                                       |
| 1991 | Масив Вінсон і Косцюшко   |                                       |
| 1992 | Пунчак-Джая і Ельбрус     |                                       |
| 1996 | Чо-Ойю                    |                                       |